# Fàbrica al carrer Alcoleja 4 d'Alcoi
La fàbrica al carrer Alcoleja número 4, situada a Alcoi (l'Alcoià), País Valencià, és un edifici industrial d'estil modernista valencià construït l'any 1920, que va ser projectat per l'arquitecte Vicent Pascual Pastor.

## Descripció
L'edifici va albergar la fàbrica de filats i teixits de l'industrial alcoià Bernabeu. Consta de planta baixa i una altura. L'edifici, de grans dimensions, està rematat en pedra.
Es poden apreciar alguns detalls modernistes en la geometria dels buits existents entre els finestrals de la planta baixa i en la geometria dels finestrals del primer pis.
Va ser rehabilitat íntegrament i actualment alberga el Centre d'Especialitats d'Alcoi "la Fàbrica" de l'Agència Valenciana de Salut. La seua conservació és òptima.